# یوهانس ولتزر
یوهانس ولتزر (دانمارکی: Johannes Weltzer; ۴ فوریهٔ ۱۹۰۰ – ۳ سپتامبر ۱۹۵۱) شاعر اهل دانمارک بود.
از افتخارات وی میتوان به کسب مدال برنز اشعار غنایی در بخش مسابقات هنری بازی‌های المپیک تابستانی ۱۹۲۸ اشاره کرد.